# Новокрещенка
Новокреще́нка (рос. Новокрещенка, удм. Новокрещенка) — присілок у складі Камбарського району Удмуртії, Росія.
Населення — 11 осіб (2010; 25 у 2002).
Національний склад:
- росіяни — 72 %